# Parque Nacional Gorumara
O Parque Nacional Gorumara é um parque nacional no norte de Bengala Ocidental, na Índia. Localizado na região de Dooars, no sopé do Himalaia, é um parque de tamanho médio com pastagens e florestas. É conhecido principalmente por sua população de rinocerontes indianos. O parque foi declarado como o melhor entre as áreas protegidas da Índia pelo Ministério do Meio Ambiente e Florestas para o ano de 2009.